# 鍾蕙芝
鍾蕙芝（英語：Lavina Chung，1987年4月10日—）香港新晉少女模特兒，出生於香港，暱稱「E Cup廚房妹」。早前亮相《美女廚房》。下廚時大方性感，受到不少網友歡迎。其後轉往有線電視球彩台擔任主持。
由於和前經理人合約鬧翻，故轉為平面設計工作。2011年尾再復出模特兒工作。

## 電視節目
- 2009年《美女廚房》

## 網劇
- 2009年《夏之盛放》

## 電影
- 2009年《撲克王》
- 2012年《喜愛夜蒲2》

## 寫真集
- 2009年《夏之盛放》

## 外部連結
- 鍾蕙芝個人網誌 (eastweek.com.hk) （页面存档备份，存于）
- 鍾蕙芝靚相集 （页面存档备份，存于）